# 彌陀路
彌陀路（Mituo Rd.）為臺灣嘉義市南北向的道路之一，是連接國道3號中埔交流道和通往台18線阿里山方向的重要道路。全線不分段，北以體育路和啟明路以為界，銜接垂楊路；南經忠義橋後，銜接忠義路。

## 沿經行政區域
- 東區

## 車道配置
- 全線:
  - 快車道：雙向各二車道（全線禁行機慢車）
  - 慢車道：雙向各二車道
  - 設置中央綠化安全島及快慢車道綠化分隔島

## 沿線設施
（由北到南）
大眾運輸
- 嘉義市公車
  - 中山幹線（含A支線）（綠線）
    - 體育館站
    - 嘉義高工站
    - 大同技術學院站
    - 勞工育樂中心站

  - 忠孝新民幹線（紅線）
    - 勞工育樂中心站

建築物、紀念碑、公園
- 二二八紀念碑（啟明路和公義路之間、二二八紀念公園旁）
- 霖園長青公園（彌陀路和體育路相交之綠地）
- 嘉義市青少年福利服務中心 （页面存档备份，存于）（體育路10號）
- 嘉義市立體育館（381號）
- 中華郵政嘉義彌陀郵局 （页面存档备份，存于）（268號）
- 國立嘉義高級工業職業學校（174號）
- 大同技術學院嘉義校區（253號）
- 嘉義市勞工育樂中心 （页面存档备份，存于）（101號）
- 慈濟基金會嘉義聯絡處（26號）
- 彌陀禪寺（1號）